# Frédérique Ries
Frédérique Ries (Balen, 14 mei 1959) is een Belgisch liberaal politica voor de MR.

## Levensloop
Ries volgde een kandidatuur in de economische wetenschappen aan de Universiteit Luik en behaalde er in 1981 het diploma van licentiate in de journalistiek. Vervolgens had ze van 1981 tot 1984 de commerciële leiding over het radiostation FM56 in handen. Van 1984 tot 1987 was ze productrice en presentatrice op RTL Télévision in het groothertogdom Luxemburg en van 1987 tot 1998 was ze journaliste, hoofdredactrice van het journaal en nieuwsanker op de Franstalige commerciële omroep RTL-TVI.
In 1999 werd ze voor de toenmalige PRL verkozen tot lid van het Europees Parlement, een functie die ze bleef uitoefenen tot in februari 2004. In februari 2004 werd ze staatssecretaris voor Europese Zaken en Buitenlandse Handel in de regering-Verhofstadt II, als opvolgster van Jacques Simonet, die minister-president werd van het Brussels Hoofdstedelijk Parlement. In juli 2004 nam Ries ontslag uit deze functie en legde ze opnieuw de eed af in het Europees Parlement, waar ze ditmaal tot in juni 2024 bleef zetelen. Tijdens haar carrière in het Europees Parlement oefende ze volgende functies uit:
- van 1999 tot 2004 lid van de commissie milieubeheer, volksgezondheid en consumentenbescherming
- van 1999 tot 2004 plaatsvervangend lid van de commissie cultuur, jeugd, onderwijs, media en sport
- van 2004 tot 2024 lid van de commissie milieubeheer, volksgezondheid en voedselveiligheid
- van 2004 tot 2009 lid en van 2019 tot 2022 plaatsvervangend lid van de subcommissie mensenrechten
- van 2004 tot 2009 en van 2019 tot 2024 plaatsvervangend lid van de commissie buitenlandse zaken
- van 2006 tot 2009 lid van het bureau van de liberale ALDE-fractie
- van 2009 tot 2014 plaatsvervangend lid van de commissie industrie, onderzoek en energie
- van 2014 tot 2019 plaatsvervangend lid van de commissie begrotingscontrole
- van 2014 tot 2019 plaatsvervangend lid van de commissie internationale handel
- van 2019 tot 2024 ondervoorzitter van de liberale Renew Europe-fractie
- van 2019 tot 2024 lid van de commissie verzoekschriften
- van 2023 tot 2024 lid van de subcommissie volksgezondheid

Ries stelde zich geen kandidaat meer bij de Europese verkiezingen van juni 2024.
Ze was van 2006 tot 2018 eveneens gemeenteraadslid van Brussel.